# Miguel Habud
Miguel Habud (Villa Ballester, Buenos Aires, Argentina; 28 de septiembre de 1963)es un actor y conductor argentino.

## Carrera
A pesar de tener inicios como futbolista amateur :———-————-                    5.ª Division Chacarita Jrs (J Nápoli   4.ª Division Vélez Sarsfied(Zielinsky-Bermudez-Montano)                        3.ª Division Racing (J Santiago) fue incorporado al Servicio Militar y posteriormente al Conflicto de Malvinas, por el cual es Veterano Continental (Táctica y Logística)tuvo ofrecimientos  para jugar en Belgrano de Córdoba ,Huracán,San Telmo, Huracán (Chivilcoy), y Huinca Renanco(La Pampa) entre otros clubes, finalmente se decidió por volcarse a lo artístico , comenzando como modelo Publicitario, en Gráficas y Desfiles como sugerencia de una amiga .Luego fue Doble de Acción de David Carradine(El Guerrero y La Hechicera), estudio Actuación ,jazz  ballet.y Canto, perfeccionándose así para la Comedia Musical, género que lo apasionó. Tuvo ofrecimientos del Exterior para hacer El Beso de la Mujer Araña en Broadway por la tarde para el público latino, y Telenovelas en México, Colombia y Miami, donde todavía hoy se pasan sus Novelas.
Galán de telenovelas comenzó su carrera a comienzos de la década de 1980. En la pantalla chica se lució en ficciones, unitarios y programas tales como :Entrelazados 2da Temp, Noche y día, Herederos de una venganza, Mujeres de nadie, Se dice amor,La Ley del Amor, Herencia de Amor, Hombres de honor, Son amores, Franco Buenaventura, el profe, Un cortado, historias de café, Primicias, Buenos vecinos,Cada Día te quiero mas,Aprender a Volar, Chiquititas, Por siempre mujercitas, Amándote, entre otras. También se dedicó a la conducción con el Ciclo Musical Onmibus 30 y pico(C7)conducido junto a Manuela Bravo en el 2004 y luego renunció p/ ser reemplazado por Rubén Mattos.
En cine trabajó en las películas como “ El Guerrero y la Hechicera”Pasajeros de una pesadilla (1984) con dirección de Fernando Ayala, junto a Alicia Bruzzo y Federico Luppi, La noche de los lápices (1986) dirigida por Héctor Olivera con un gran elenco; Revancha de un amigo (1987) de Santiago Carlos Oves con Ricardo Darín y Luisa Kuliok; Las esclavas (1987) de la mano de Carlos F. Borcosque (h) con Rodolfo Ranni; Nada por perder (2001) con Osvaldo Sabatini y Paola Krum; y Libre de sospecha (2013) de Emilio Blanco, junto a Mimí Ardú.y Deja la Luz prendida .
En teatro se destacó en obras como Don Arturo Illia, El patio de la Morocha, La gran magia, Doña Flor y sus dos maridos, el musical, Maipo siempre Maipo, Aplausos, Zorba, el griego, Extraña pareja, Los locos de la azotea, Ricardo III, Siempre que llovió paró, El beso de la mujer araña,  No tan brujos, Irma la dulce y Una pareja muy particular.
En plena pandemia comenzó a estudiar Coaching y, en la actualidad, está al frente de un programa llamado International Coaching Café.

## Vida privada
Durante la obra El Beso de la Mujer araña conoció a la cantante Valeria Lynch con quien convivió desde 1995 y tuvieron una relación hasta el 2003. La pareja se separó en malos términos y juicio mediático de por medio que el ganó.                           Tres años después (2006)conoció a  Victoria Giunta ,(Tripulante de una  Aerolínea Internacional)con quien convive desde entonces y tuvo a los mellizos Octavio y Malik..

## Filmografía
- 2018: Deja la luz prendida
- 2013: Libre de sospecha
- 2009: ¡Me robaron el papel picado!
- 2006: Sensaciones (historia del Sida en la Argentina)
- 2006: Chile 672
- 2001: Nada por perder
- 1997: La casa de Tourneur
- 1992: Sex humor (video)
- 1991: Extermineitors III, la gran pelea final
- 1988: El profesor punk
- 1987: Galería del terror
- 1987: Las esclavas
- 1987: Revancha de un amigo
- 1987: Catch the heat
- 1986: La noche de los lápices
- 1986: Sin escape
- 1986: Soy paciente
- 1985: Los colimbas se divierten
- 1985: La muerte blanca
- 1985: Sálvese quien pueda
- 1984: Pasajeros de una pesadilla
- 1984: Reina salvaje
- 1983: El guerrero y la hechicera

### Televisión
| Año       | Título                        | Rol                      | Canal            | Notas                                      |
| --------- | ----------------------------- | ------------------------ | ---------------- | ------------------------------------------ |
| 2023      | Entrelazados                  | Pedro Alcaraz            | Disney+          | 2° temporada                               |
| 2020      | Viajando con Sabores          |                          |                  | Conducción compartida con Pablo Ruffa      |
| 2014/2015 | Noche y día                   | Jalil                    | Canal 13         |                                            |
| 2011      | Adictos                       | Julio                    | Canal 10         | Episodio: "Adicta al trabajo"              |
| 2011/2012 | Herederos de una venganza     | Mauricio San Marco       | Canal 13         |                                            |
| 2008      | Mujeres de nadie              | Dr. Javier Barón         | Canal 13         |                                            |
| 2007      | La ley del amor               | Luis Cepeda              | Telefé           |                                            |
| 2006      | Se dice amor                  | Salvador Tanoyra         | Telefé           |                                            |
| 2006      | Hermanos y detectives         |                          | Telefé           |                                            |
| 2005      | Hombres de honor              | Sandro Di Caprio         | Canal 13         |                                            |
| 2005      | De gira                       |                          | Canal 7          |                                            |
| 2004      | 30 y pico                     |                          | Canal 7          | Debut como conductor junto a Manuela Bravo |
| 2002      | Son amores                    | Mike                     | Canal 13         |                                            |
| 2002      | Franco Buenaventura, el profe | Profesor Andrés Gallardo | Telefé           |                                            |
| 2001      | Un cortado, historias de café |                          | TV Pública       |                                            |
| 2001      | PH, propiedad horizontal      | Jorge                    | Azul TV          |                                            |
| 2000      | Primicias                     | Felipe                   | Canal 13         |                                            |
| 1999/2001 | Buenos vecinos                | Santiago                 | Telefé           |                                            |
| 1999      | Salvajes                      | José Luis                | Canal 13         |                                            |
| 1998      | Mi familia es un dibujo       |                          | Telefe           |                                            |
| 1996      | Amor sagrado                  | Sebastián                | Telefé           |                                            |
| 1996      | Poliladron                    |                          | Canal 13         |                                            |
| 1996      | Chiquititas                   | Guillermo Ramos          | Telefé           |                                            |
| 1995/1996 | Por siempre mujercitas        |                          | Canal 9          | Participación especial                     |
| 1995      | Sheik                         | Marcelo Ledesma          | Canal 13         |                                            |
| 1994      | El amor tiene cara de mujer   | Teddy                    | Canal 13         |                                            |
| 1994      | Aprender a volar              | Carlos Sánchez           | Canal 13         |                                            |
| 1993/1994 | Brigada cola                  |                          | Telefé           |                                            |
| 1993      | Mi cuñado                     | Rodrigo                  | Telefe           |                                            |
| 1993      | Esos que dicen amarse         |                          | Canal 9          |                                            |
| 1992/1995 | Alta comedia                  |                          | Canal 9          |                                            |
| 1992/1993 | Son de diez                   | Sr. Ferreyra/Mauro Abato | Canal 13         |                                            |
| 1992      | El precio del poder           |                          | Canal 9 Libertad | Papel secundario                           |
| 1991      | El gordo y el flaco           |                          | Telefé           |                                            |
| 1991      | Los Libonatti                 |                          | Canal 9          |                                            |
| 1990      | Amándote II                   | Barman                   | Telefé           |                                            |
| 1990      | La pensión de la Porota       |                          | Telefé           |                                            |
| 1990      | Stress                        |                          | Canal 13         |                                            |
| 1989      | Así son los míos              |                          | Canal 13         |                                            |
| 1989/1990 | La familia Benvenuto          |                          | Telefé           |                                            |
| 1988      | Amándote                      | Álvaro                   | Telefé           |                                            |
| 1984/1985 | La viuda blanca               |                          | Canal 9          |                                            |
| 1984      | Amo y señor                   |                          | Canal 9          |                                            |
| 1983      | Cara a cara                   |                          | ATC              |                                            |
| 1983      | Amor gitano                   |                          | Canal 11         |                                            |

## Teatro
- 2024: Dinosaurios y Dragones Fantásticos ( Profesor).    2023/24 :Guillermo Brown
- 2018: El Violinista en el Tejado (Musical)
- 2016:Radioteatro “Un Guapo del 900” T. Cervantes
- 2015:La Radio en el Teatro
- 2014:Negro, Blanco y Sangre
- 2013:Camila  (Musical)
- 2012: Don Arturo Illia
- 2011: El patio de la Morocha(Musical)
- 2011: Ojos traidores
- 2010:Pijamas
- 2009/10:Borges y la Música de     Bs As.
- 2009: Doña Flor y sus dos maridos, (Musical)
- 2008: Las de Barranco
- 2008: La curva de la felicidad
- 2008:  Maipo siempre Maipo
- 2006/2007: Doña Flor y sus dos maridos
- 2004: Aplausos
- 2003: Zorba, el griego
- 2001 : Extraña pareja
- 2000: El testigo
- 2000: Los locos de la azotea
- 1999: Las hijas de Caruso
- 1998: Pum
- 1997: Ricardo III
- 1997: Doce hombres en pugna
- 1996/1997: Siempre que llovió paró
- 1995: El beso de la mujer araña
- 1994: Tarde de cuentos
- 1994: El mundo del espectáculo
- 1993: No tan brujos
- 1992: Viaje sin fin
- 1991: Mi adorable Poliyita
- 1990: Irma la dulce
- 1989: La Carlina se pasó
- 1984: Una pareja muy particular
- 1983: Papá querido
- 1983: Gris de ausencia